# گمینا سنجشوف ماووپولسکی
گمینا سنجشوف ماووپولسکی (به لهستانی:  Gmina Sędziszów Małopolski) یک گمینا در لهستان است که در شهرستان روپچتس-سنجشوف واقع شده‌است. گمینا سنجشوف ماووپولسکی ۱۵۴٫۲۹ کیلومتر مربع مساحت و ۲۲٬۶۷۰ نفر جمعیت دارد.